# VEJA
VEJA (ヴェジャ) は、フランスに本社を置く『VEJA Fair Trade S.A.R.L. （ヴェジャフェアトレード有限会社）』によって公正な取引を通じて作られた環境保全に配慮したスポーツシューズのブランドである。VEJAの製品は、シンプルなデザインと靴の脇に付いた特徴的なVの文字のロゴで知られており、アグロエコロジーを考慮して生産されたコットンのキャンバス地、天然ゴム、レザー、リサイクルされたペットボトルなどを使用して作られている。素材への投資を増やし、マーケティング費用を抑えることによって、良質な素材を確保しながら生産者に適正な対価を支払うビジネスモデルを目指しているため、広告費を極力削減していることで知られる。

## 名称
VEJAは、製品の素材を調達したり、製造の一部が行われているブラジルの言語であるポルトガル語で「見る」という意味で、人々が「スニーカーの外見だけでなく、その製造過程にも目を向ける」ことを意図して名付けられた。

## 歴史
創業者のセバスチャン・コップとフランソワ＝ギラン・モリィヨンは、創業に先立って、衣料や食品製造企業の社会的責任方針を研究する非営利団体を運営しており、南米、アジア、オーストリアの工場を訪問し、そこで目にしたグローバリゼーションの暗部が映し出された光景に愕然とした。
そこでできる限り環境に配慮した素材と倫理的なサプライヤーを使用してスニーカーを作ることを使命とし2004年にVEJAは創業された。
コップとモリィヨンは、VEJAのブラジルにおける生産体制を確立するため、ブラジル北部のオーガニックコットン農家やアマゾンのゴム樹液採取者（セリンゲイロス）たちと会いに行くことから事業を始めた。
2005年、同社はパリのパレ・ド・トーキョーにて最初の公式ローンチを行った。2006年には、植物タンニンなめし革を使用した最初のコレクションを開発した。

## 受賞歴
Vejaは、サプライチェーン部門で『ガーディアン・サステナブル・ビジネス賞』を受賞し、さらにオブザーバーとヴォーグUKの共同主催によるファッション部門の『エシカル賞』も獲得した。